# Emílie Tomanová
Emílie Tomanová, rozená Matošková (23. ledna 1933, Praha, Československo – 16. března 1994, Praha, Česko) byla česká malířka a grafička. V tvorbě se zaměřila na volnou grafiku většího formátu, drobnou grafiku a příležitostnou grafiku. Z postupů si vybírala z lepty, suché jehly, zkusila také litografii a jiné techniky. Ve své tvorbě se inspirovala vlastním životem a vnitřním cítěním.

## Život
Vystudovala v Praze Státní grafickou školu a Akademii výtvarných umění v Praze. Kromě výstav a různých expozic v České republice v Německu, Belgii, Maďarsku, Spojených státech amerických, Thajsku a dalších zemích získala i několik cen v různých soutěžích. Ve Francii v roce 1966 obdržela prestižní cenu Noir et blanche a byla jí udělena medaile za šíření české výtvarné kultury v zahraničí. Zemřela 16. března 1994 v Praze.

### Rodina
Jejím životním partnerem se v roce 1954 stal grafik a ilustrátor Karel Toman. Jejich dvě děti inspirovali, proto se i oni zabývají uměním.

## Tvorba
- 1978–81 – Erbenova Kytice (hlubotisk)
- Rusalka (1982)
- Snáře (1981)
- Vzpomínky (1982)
- Domov (1984–85)
- 1988–91 – Sindibádův ostrov, Zahrada Eden, Babylonská věž, Maják